# Sudáfrica A
Sudáfrica A es la segunda selección de rugby de Sudáfrica regulada por la unión de ese país (SARU).
Este equipo ha tenido varios nombres a lo largo de su historia. Antiguamente conocidos como Junior Springboks, aunque sus jugadores no tenían limitantes por edad, realizó giras para enfrentar en partidos amistosos a selecciones menores o a equipos por invitación como los Lions. Posteriormente compitió en dos ediciones de la Nations Cup con el nombre de Emerging Springboks. Hoy también se los conoce como Emerging South Africa.

## Planteles

### Nations Cup 2007:[3]Campeón
| Emerging Springboks     |
| ----------------------- |
| Ashton Constant         |
| Bevin André "Fortuin"   |
| Neels Liebel            |
| Eddie Andrews           |
| Heinke van der Merwe    |
| Howard Gerald Noble     |
| Jaco Pretorius          |
| Jerome Paarwater        |
| Louis Ludik             |
| Malome Peter Maimane    |
| Morgan Ram Newman       |
| Peter de Villiers       |
| Ross Carson Skeate      |
| Sangoni Mpumelelo Mxoli |
| Solly Tyibilika         |
| Wayne Hector            |
| Bandise Grey Maku       |
| Brad Barritt            |
| Dr Ryan Kohler          |
| Heini Adams             |
| Hilton Lobberts         |
| Wilhelm Steenkamp       |
| Jano Vermaak            |
| Jonathan Mokuena        |
| Kabamba Floors          |
| Marius Delport          |
| Odwa Mzuzo Ndungane     |
| Peter John Grant        |
| Ryan Kankowski          |
| Schalk Burger Brits     |
| Tondi Chavhanga         |

## Palmarés
- Nations Cup (2): 2007,[4] 2008[5]
- Tbilisi Cup: 2013 (Como SA President's XV)

## Participación en copas

### Nations Cup
- Nations Cup 2007: Campeón (invicto)[6]
- Nations Cup 2008: Campeón (invicto)[7]

### Series
- contra England Saxons 2016: perdió (0 - 2)[8][9]